# Campionato europeo FIBA dei piccoli stati 2012
Il Campionato europeo FIBA dei piccoli stati 2012 è stato la 13ª edizione di questo torneo, prima conosciuto come Promotion Cup o EuroBasket Divisione C. Si è giocato a San Marino, dal 2 al 7 luglio 2012. Andorra ha vinto il titolo per la quarta volta, battendo in finale la Moldavia.

## Squadre partecipanti
| Gruppo A   | Gruppo B   |
| ---------- | ---------- |
| Andorra    | Galles     |
| Gibilterra | Malta      |
| Moldavia   | San Marino |
|            | Scozia     |

## Fase a gironi

### Gruppo A
| Squadra    | P.ti | G | V | P | PF  | PS  | DP  |
| ---------- | ---- | - | - | - | --- | --- | --- |
| Andorra    | 4    | 2 | 2 | 0 | 196 | 131 | +65 |
| Moldavia   | 3    | 2 | 1 | 1 | 165 | 162 | +3  |
| Gibilterra | 2    | 2 | 0 | 2 | 109 | 177 | -68 |

| Arbitri: | Bernard Vassallo Chris Dodds Antonio Zamora |

|                          |       |          |
| Prişcepnîi, Rulevschi 14 | Punti | 13 Gomez |

| Arbitri: | Gianluca Mattioli Haydn Jones Serghei Tislenco |

|                     |       |           |
| Guerrero, Buxton 10 | Punti | 14 Farfán |

| Arbitri: | Gianluca Mattioli Francis Santos Chris Dodds |

|          |       |              |
| Marín 33 | Punti | 22 Rulevschi |

### Gruppo B
| Squadra    | P.ti | G | V | P | PF  | PS  | DP  |
| ---------- | ---- | - | - | - | --- | --- | --- |
| San Marino | 5    | 3 | 2 | 1 | 197 | 193 | +4  |
| Malta      | 5    | 3 | 2 | 1 | 225 | 186 | +39 |
| Galles     | 4    | 3 | 1 | 2 | 180 | 214 | -34 |
| Scozia     | 4    | 3 | 1 | 2 | 210 | 219 | -9  |

| Arbitri: | Gianluca Mattioli Haydn Jones Gian Luigi Giancecchi |

|            |       |           |
| Deguara 21 | Punti | 17 Huffor |

| Arbitri: | Benjamin Barth Francis Santos Serghei Tislenco |

|            |       |            |
| Zanotti 16 | Punti | 16 Nickson |

| Arbitri: | Óscar Perea Francis Santos Chris Dodds |

|           |       |            |
| Pearce 13 | Punti | 20 Deguara |

| Arbitri: | Benjamin Barth Bernard Vassallo Antonio Zamora |

|            |       |           |
| Russell 19 | Punti | 24 Raschi |

| Arbitri: | Benjamin Barth Bernard Vassallo Gian Luigi Giancecchi |

|           |       |           |
| Murray 30 | Punti | 22 Seeley |

| Arbitri: | Óscar Perea Haydn Jones Antonio Zamora |

|           |       |            |
| Raschi 22 | Punti | 21 Jackson |

## Incontri per il 5º/7º posto
| Squadra    | P.ti | G | V | P | PF  | PS  | DP  |
| ---------- | ---- | - | - | - | --- | --- | --- |
| Galles     | 4    | 2 | 2 | 0 | 171 | 147 | +24 |
| Scozia     | 3    | 2 | 1 | 1 | 159 | 136 | +23 |
| Gibilterra | 2    | 2 | 0 | 2 | 132 | 179 | -47 |

| Arbitri: | Óscar Perea Chris Dodds Gian Luigi Giancecchi |

|              |       |           |
| Cassaglia 15 | Punti | 20 Seeley |

| Serravalle 7 luglio 2012, ore 10:30 UTC+2         | Scozia | 84 – 60 (21-12, 36-25, 56-39) referto | Gibilterra | Multieventi Sport Domus (50 spett.) |
| \| \| \| \| \| Collins 20 \| Punti \| 11 Gomez \| |        |                                       |            |                                     |
|                                                   |        |                                       |            |                                     |
| Collins 20                                        | Punti  | 11 Gomez                              |            |                                     |

## Fase a eliminazione diretta
|  | Semifinali | Semifinali | Semifinali |          |         | Finale          | Finale          | Finale          |  |
|  |            |            |            |          |         |                 |                 |                 |  |
|  | Andorra    | Andorra    | 75         |          |         |                 |                 |                 |  |
|  | Andorra    | Andorra    | 75         |          |         |                 |                 |                 |  |
|  | Malta      | Malta      | 65         |          |         |                 |                 |                 |  |
|  | Malta      | Malta      | 65         |          | Andorra | Andorra         | 74              |                 |  |
|  |            |            |            |          | Andorra | Andorra         | 74              |                 |  |
|  |            |            | Moldavia   | Moldavia | 72      |                 |                 |                 |  |
|  | San Marino | San Marino | Moldavia   | Moldavia | 72      | 63              |                 |                 |  |
|  | San Marino | San Marino |            |          |         | 63              |                 |                 |  |
|  | Moldavia   | Moldavia   | 88         |          |         | Finale 3º posto | Finale 3º posto | Finale 3º posto |  |
|  | Moldavia   | Moldavia   | 88         |          |         |                 |                 |                 |  |
|  |            |            |            |          |         |                 |                 |                 |  |
|  |            |            |            |          |         | Malta           | Malta           | 96              |  |
|  |            |            |            |          |         | Malta           | Malta           | 96              |  |
|  |            |            |            |          |         | San Marino      | San Marino      | 57              |  |

### Semifinali
| Arbitri: | Benjamin Barth Haydn Jones Serghei Tislenco |

|           |       |            |
| Galera 21 | Punti | 25 Jackson |

| Serravalle 6 luglio 2012, ore 19:30 UTC+2 | San Marino                                        | 63 – 88 (14-24, 28-39, 45-62) referto | Moldavia | Multieventi Sport Domus (400 spett.)\| Arbitri: \| Gianluca Mattioli Bernard Vassallo Francis Santos \| |
| Arbitri:                                  | Gianluca Mattioli Bernard Vassallo Francis Santos |                                       |          | |

### Finali
- 3º-4º posto

| Serravalle 7 luglio 2012, ore 15:00 UTC+2          | Malta | 96 – 57 (28-13, 43-26, 70-41) referto | San Marino | Multieventi Sport Domus (200 spett.) |
| \| \| \| \| \| Deguara 41 \| Punti \| 16 Raschi \| |       |                                       |            |                                      |
|                                                    |       |                                       |            |                                      |
| Deguara 41                                         | Punti | 16 Raschi                             |            |                                      |

- 1º-2º posto

| Serravalle 7 luglio 2012, ore 17:15 UTC+2                             | Andorra | 74 – 72 (17-16, 32-27, 58-45) referto | Moldavia | Multieventi Sport Domus (250 spett.) |
| \| \| \| \| \| Galera, Fernández, Marín 16 \| Punti \| 18 Cropotov \| |         |                                       |          |                                      |
|                                                                       |         |                                       |          |                                      |
| Galera, Fernández, Marín 16                                           | Punti   | 18 Cropotov                           |          |                                      |

## Classifica finale
| Campione europeo dei Piccoli Stati | Campione europeo dei Piccoli Stati | Campione europeo dei Piccoli Stati |
| --- | ---------------------------------- | --- |
| Andorra4 Prado, 5 Mofreita, 6 Farfan, 7 Galera, 8 Colom, 9 Fernandez, 10 Martret, 11 Marin, 12 Olcina, 13 De Oliveira, 14 Gabriel, 15 Casals, All. Jaume Tomas Vilana |                                    | |
| Argento | Moldavia                           | Moldavia4 Chiriac, 5 Priscepnii, 6 Onila, 7 Coputerco, 8 Nartov, 9 Rulevski, 10 Colesnicov, 11 Cropotov, 12 Ostafiiciuc, 13 Andrus, All. Alexandru Sestopal                           |
| Bronzo | Malta                              | Malta5 Vella, 6 Pace, 7 Bugeja, 8 Schembri, 9 Meier, 10 Said, 11 Jackson, 12 Bonnici, 13 Baldacchino, 14 Sultana, 15 Deguara, All. Paolo Di Fonzo                                     |
| 4. | San Marino                         | San Marino4 Tentoni, 5 Zanotti, 6 Gualtieri, 7 Venturini, 8 Giannoni, 9 Cardinali, 10 Rossini, 11 A. Raschi, 12 Liberti, 13 Casadei, 14 G. Raschi, 15 Ugolini, All. Sergio Del Bianco |
| 5. | Galles                             | Galles4 Seeley, 5 L. Williams, 6 O. Williams, 7 R. Williams, 8 Pearce, 9 Merrington, 10 Kilmartin, 11 Nickson, 12 Bajwa, 13 Duppa, 14 Piggford, 15 Rothwell, All. Stephen Williams    |
| 6. | Scozia                             | Scozia4 Glass, 5 Railley, 7 Thomas, 8 Russell, 9 Huffor, 10 Campbell, 11 Murray, 12 Johnston, 13 Collins, 14 Walmsley, 15 Mackay, All. Thomas Campbell                                |
| 7. | Gibilterra                         | Gibilterra5 Sercombe, 6 Alecio, 7 Yeats, 8 Schwartz, 9 Turner, 10 Guerrero, 11 McCann, 12 Buxton, 13 Gomez, 14 Noon, 15 Cassaglia, All. John Randall Haefner                          |